# Vörösszárnyú mangroveguvat
A vörösszárnyú mangroveguvat (Gymnocrex plumbeiventris) a madarak (Aves) osztályának a darualakúak (Gruiformes) rendjéhez, ezen belül a guvatfélék (Rallidae) családjához tartozó faj.

## Rendszerezése
A fajt George Robert Gray angol ornitológus írta le 1862-ben, a Rallus nembe Rallus plumbeiventris néven.

## Alfajai
- Gymnocrex plumbeiventris plumbeiventris (G. R. Gray, 1862)- az északi Maluku-szigetek, Misool, Új-Guinea északi része és Új-Írország
- Gymnocrex plumbeiventris hoeveni (H. K. B. Rosenberg, 1866) - Új-guinea déli része és az Aru-szigetek [2]

## Előfordulása
Indonézia és Pápua Új-Guinea területén honos. Természetes élőhelyei a szubtrópusi és trópusi síkvidéki és hegyi esőerdők, mocsarak, lápok és tavak környékén. Állandó, nem vonuló faj.

## Megjelenése
Testhossza 33 centiméter, testtömege 255-320 gramm.

## Természetvédelmi helyzete
Az elterjedési területe nagyon nagy, egyedszáma pedig ismeretlen. A Természetvédelmi Világszövetség Vörös listáján nem fenyegetett fajként szerepel.